# Sivash

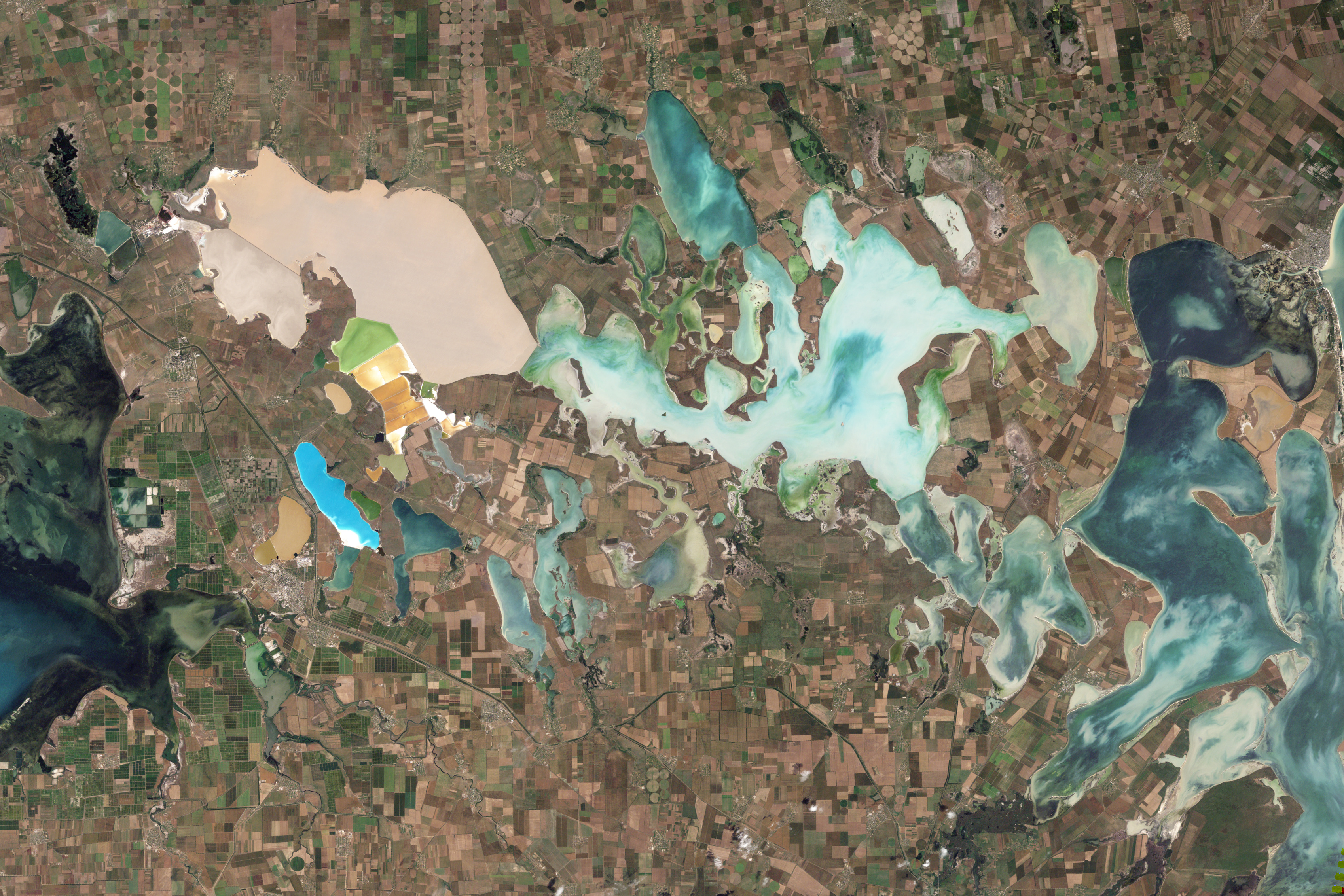
Imagem de satélite do Syvash

Syvash ou Sivash (em russo:  Сива́ш; em tártaro da Crimeia:  Sıvaş ou Сываш, "dirt"), também conhecido como o Mar Putríno ou Mar Podre (em russo:  Гнило́е Мо́ре, Gniloye More; em ucraniano:  Гниле́ Мо́ре, Hnile More; em tártaro da Crimeia:  Çürük Deñiz ou Чюрюк Денъиз), é um grande sistema de lagoas rasas na costa oeste do Mar de Azov. Separada do mar pelo estreito da ponte terrestre de Arabat, as águas do Syvash cobrem uma área de cerca de 2.560 quilômetros quadrados e toda a área se espalha por cerca de 10.000 km². Sua conexão oriental ao mar de Azov é chamada o Estreito de Henichesk. Deitado na costa nordeste da Península da Crimeia, o controle da área é disputada entre a Ucrânia e a Rússia.